# استیون اسمیت (بوکسور)
استیون فرانسیس اسمیت (زادهٔ ۲۲ ژوئیه ۱۹۸۵) بوکسور حرفه‌ای سابق بریتانیایی است که از سال ۲۰۰۸ تا ۲۰۱۹ در مسابقات بوکس شرکت کرد. او دو بار برای قهرمانی جهان در وزن فوق سبک رقابت کرد. او عنوان‌های عناوین قهرمانی فدراسیون بین‌المللی بوکس و اتحادیه جهانی بوکس را در سال ۲۰۱۶ کسب کرد. او در سطح منطقه‌ای چندین قهرمانی، از جمله عنوان‌های قهرمانی سبک‌وزن بریتانیا، کشورهای مشترک‌المنافع (بریتانیا) و عنوان قهرمانی وزن فوق سبک بریتانیا را بین سال‌های ۲۰۱۰ تا ۲۰۱۳ کسب کرد.

## دوران آماتوری
اسمیت یک آماتور برجسته با بیش از ۱۵۰ مبارزه و نماینده روتوندا ای‌بی‌سی بود. او در مسابقات کشورهای مشترک‌المنافع در سال ۲۰۰۶ در ملبورن، با شکست مهرالله لاسی در فینال و کسب طلای مسابقات به شهرت رسید. او همچنین در سال ۲۰۰۶ مدال برنز مسابقات بوکس آماتور اروپا در پلوودیو را به‌دست آورد و در نیمه‌‌نهایی آن مسابقات به آلبرت سلیم‌اف باخت. او همچنین قهرمانی ای‌بی‌ای در سال‌های ۲۰۰۵ و ۲۰۰۶، قهرمانی جام چهار ملت در سال ۲۰۰۶ و طلای مسابقات قهرمانی فدراسیون کشورهای مشترک المنافع در سال ۲۰۰۷ که در لیورپول برگزار شد را کسب کرد. او در مسابقات جهانی بوکس آماتور سال ۲۰۰۷ در شیکاگو، در تورنمنتی که انتظار می‌رفت در آن عملکرد خوبی داشته باشد در دور اول با نتیجه ۲۰:۱۴ مغلوب مارسل هرفورث آلمانی شد و مقامی کسب نکرد.

## فعالیت حرفه‌ای
اسمیت در ۲۱ ژوئن ۲۰۰۸ به یک بوکسور حرفه‌ای تبدیل شد و در ورزشگاه ملی در بیرمنگام شان والتون را در دور سوم شکست داد. او مانند برادرش با شبکه ورزشی وارن قرارداد امضا کرد و از آن زمان تاکنون ۱۱ مبارزه داشته است که همه را برنده شده است.

### اسمیت در مقابل سیمپسون
اسمیت پس از این‌که در ۴ سپتامبر ۲۰۱۰ جان سیمپسون را در گلاسکو شکست داد، قهرمان سبک‌وزن کشورهای مشترک‌المنافع شد. امتیازات ۱۱۴–۱۱۶، ۱۱۶–۱۱۴، ۱۱۶–۱۱۲ پس از یک نبرد طاقت فرسا اعلام شدند. در طول مسابقه مجدد در ۲۷ آوریل ۲۰۱۲، اسمیت یک بار دیگر با امتیازهای داوران که ۱۱۴–۱۱۴، ۱۱۵–۱۱۴ و ۱۱۸–۱۱۲ بودند، برنده مسابقه شد. سیمپسون اعتقاد داشت که امتیازدهی داوران اشتباه بوده است.

### اسمیت در مقابل سلبی
اسمیت در ۱۷ سپتامبر ۲۰۱۲ در دفاع از عنوان قهرمانی بریتانیا و کشورهای مشترک‌المنافع در المپیا لیورپول با لی سلبی رقیب ولزی خود، مبارزه کرد و در راند هشتم با یاری دست چپ سلبی شکست خورد.
پس از باخت به سلبی، اسمیت در ۱۸ فوریه ۲۰۱۲ در المپیاهال مونیخ آلمان با آرپاد واس مبارزه کرد و از طریق ناک‌اوت در راند اول پیروز شد. در ۲ مارس ۲۰۱۲ با بن جونز در تروکسی در شهر لندن مبارزه کرد و در راند اول از طریق ناک‌اوت پیروز شد. در ۱ ژوئن ۲۰۱۲، برای سومین بار در آن سال با خوزه لوئیس گراترول در سالن یورک مبارزه کرد و این بار با گذراندن بیش از ۸ راند پیروز شد.
اسمیت قرار بود در ۸ مارس ۲۰۱۳ با آندرکارت یعقوب کریم و پل باتلر در لیورپول المپیا مبارزه کند، اما این مبارزه به ۱۲ آوریل ۲۰۱۳ موکول شد. در ۸ آوریل ۲۰۱۳ برانک وارن تأیید کرد که این رویداد لغو شده است.
اسمیت برای اولین بار پس از ۱۳ ماه، بار دیگر در ۲۸ ژوئن ۲۰۱۴ با ادی نبیت از بلفاست در لیورپول المپیا مبارزه کرد و از طریق ناک‌اوت در راند اول پیروز شد. او در مبارزه بعدی، در ۱۷ اوت ۲۰۱۳ مقابل گری باکلند در موتورپوینت آرنا در کاردیف، با گذراندن ۵ راند عنوان قهرمانی وزن فوق سبک بریتانیا را به‌دست آورد.

### شرایط تغییر می‌کند
در اکتبر ۲۰۱۴ اسمیت اعلام کرد که قراردادش با فرانک وارن را فسخ کرده و با تشکیلات مچ‌روم ادی هرن قراردادی دیگر امضا می‌کند. وارن از طریق دادگاه و با هیئت کنترل بوکس بریتانیا علیه فسخ قرارداد اسمیت اقدام کرد.
در ۳۱ اکتبر ۲۰۱۳،  از سوی هیئت کنترل بوکس بریتانیا به اسمیت دستور داده شد تا در ۷ دسامبر ۲۰۱۳ در لیورپول برای فرانک وارن مبارزه کند، اما اسمیت نپذیرفت و کمربند قهرمانی خود را پس داد. روز بعد اسمیت توسط هیئت کنترل بوکس بریتانیا تعلیق شد تا تحقیقات بیشتری دربارهٔ رفتار وی انجام شود.
در ۱۵ نوامبر ۲۰۱۳، هیئت کنترل بوکس بریتانیا رأی تعلیق را پس گرفت و اولین مبارزه او تحت تبلیغات تشکیلات مچ‌روم تأیید شد، و این مسابقه در مقابل سرجیو مانوئل مدینا در منچستر در ۲۳ نوامبر ۲۰۱۳ برگزار شد و اسمیت این مسابقه را برنده شد. مبارزه از طریق ناک‌اوت در راند هشتم به پایان رسید.

#### اسمیت در مقابل سوسا
در ۱۲ نوامبر ۲۰۱۶، اسمیت با جیسون سوسا مبارزه کرد. سوسا با امتیازهای ۱۱۷–۱۱۰، ۱۱۶–۱۱ و ۱۱۶–۱۱۲ به راحتی در هر سه راند پیروز شد.

#### اسمیت در مقابل بارگاس
در ۱۷ اوت ۲۰۱۷، اسمیت با فرانسیسکو وارگاس، که در رتبه دوم WBC در وزن فوق‌سبک قرار گرفته بود، مبارزه کرد. وارگاس در راند نهم با رأی فنی پیروز شد.